# آنولاتین
آنولاتین (به انگلیسی: Annulatin) با فرمول شیمیایی C۱۶H۱۲O۸ یک ترکیب شیمیایی است؛ که جرم مولی آن ۸۷٫۹۱۰ g/mol می‌باشد.